# Euschistospiza
Euschistospiza là một chi chim trong họ Estrildidae.

## Hình ảnh

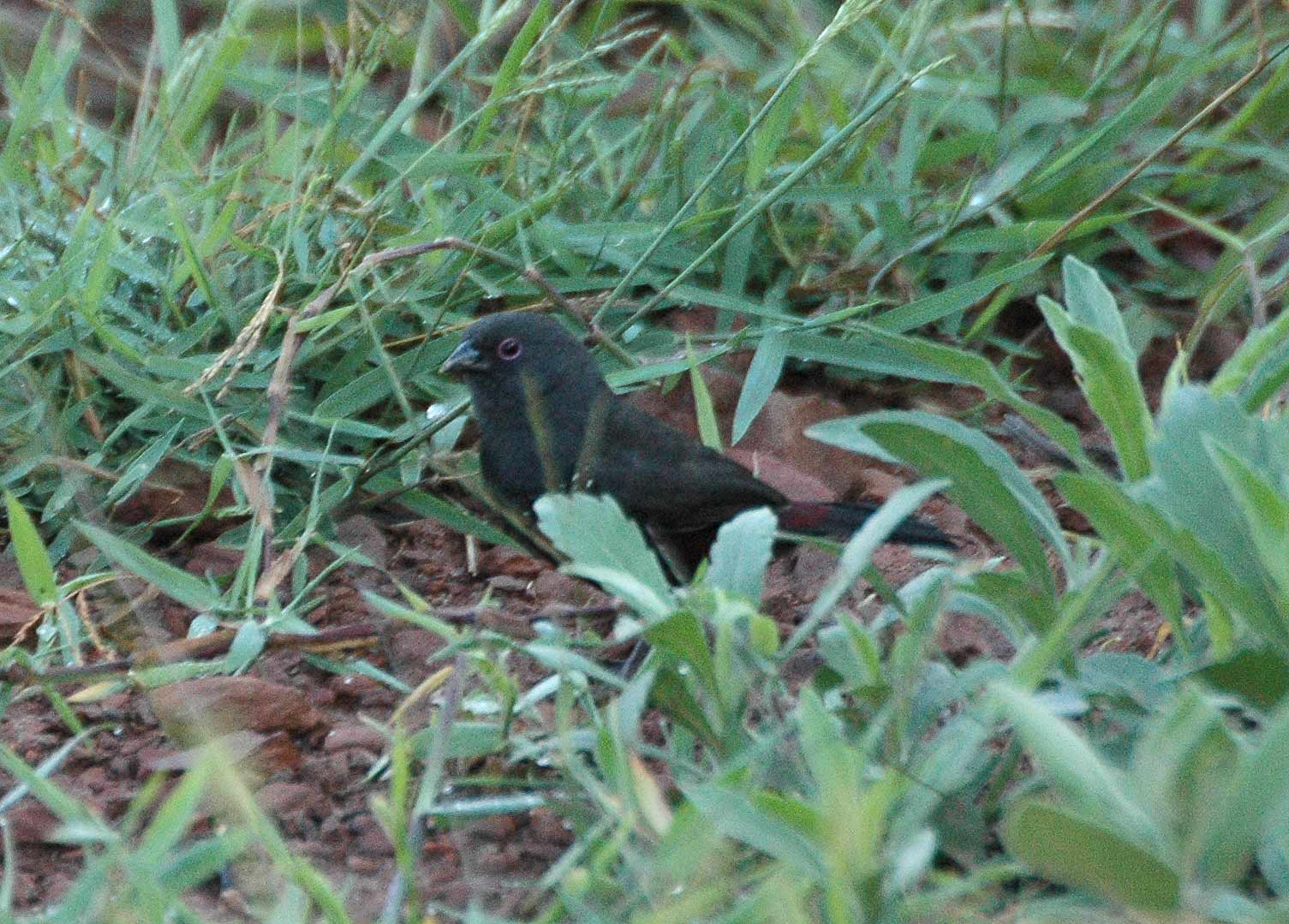
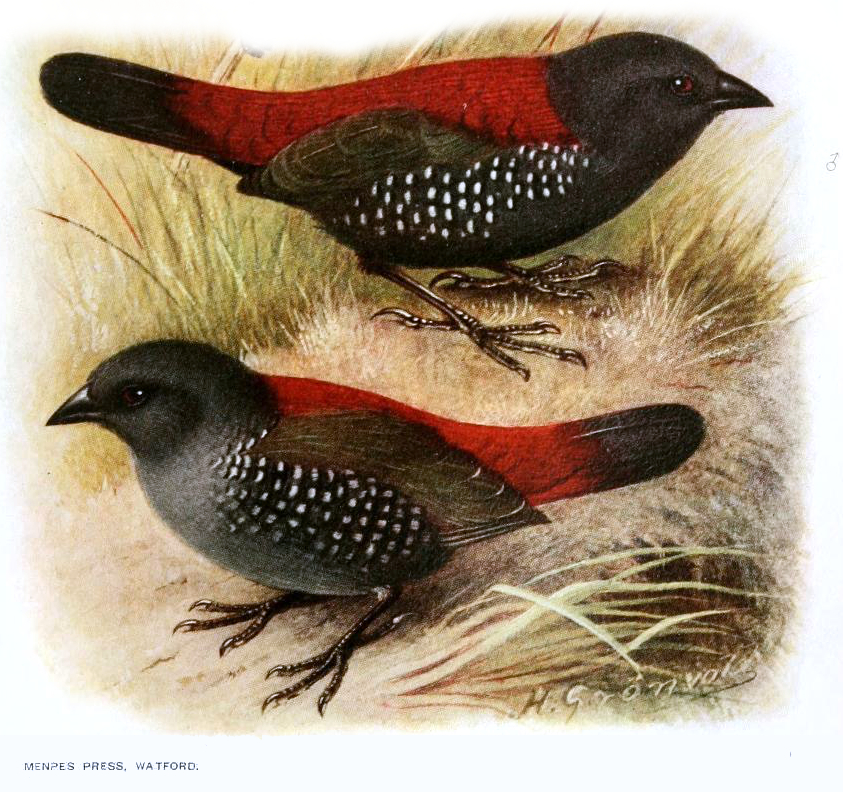